# Говори Північного Приазов'я
Говори Північного Приазов'я являють собою говірки нової формації, що виникли внаслідок заселення та дозаселення території Північного Приазов'я носіями середньопідніпровських (переважно полтавських) та східнополіських (чернігівських), а також частково західноукраїнських та російських говірок.

## Історіографія
Особливості говорів Запорізької області, які здебільшого тяжіють до Нижнього Подніпров'я, досліджувалися діалектологами С. Ф. Самойленком, Я. Д. Нагіним, Л. Д. Фроляк, В. Н. Пачовий та ін., з яких С. Ф. Самойленко першим звернув увагу на звуковий бік та описав фонетичні особливості на фрагментарному використанні матеріалів сіл Приазовського району, а В. Н. Пачова дала більш докладну характеристику говірок Північного Приазов'я. Я. Д. Нагін увагу приділив вивченню говір на території Херсонської області, спираючись на теоретичні та практичні аспекти дослідження російських діалектів поряд з українськими говірками. Кандидатська дисертація Л. Д. Фроляк, заснована на північноприазовському матеріалі, присвячена визначенню складу та семантичної структури лексики територіальних діалектів.

## Історія
Територія Північного Приазов'я була заселена відносно стародавніх часів, проте етнічний склад її населення протягом останніх тисячоліть неодноразово змінювався. Загальновідомо, що Північне Приазов'я тривалий час було ареною безперервних переміщень стародавніх племен і народів, переважно азійського походження. Тут проживали в різні періоди кіммерійці, скіфи, сармати, готи, гуни, авари, хозари, печеніги, половці та ін. У ХІІ–ХІV ст. степи Північного Приазов'я в результаті набігів кочових племен були повністю спустошені та отримали назву Дикого поля. На початку ХV століття сформувалося Кримське ханство, існування якого тривалий час стримував колонізаційний рух українського народу на південь. З появою запорізького козацтва сформувалися передумови колонізації Північного Приазов'я. У період взяття під контроль земель Російською імперією з кінця XVIII століття на ці території відбувалося переселення різних народів із внутрішніх районів Росії, а також народів, що переселяються на нові території з меж Османської імперії.

## Особливості говорів
У говорах широко вживається «окання» як відштовхування від «акання». Така особливість на початок 2010-х років характерна для промови представників старшої вікової групи. Прикладами є вимова слів «[о]брикоса» (абрикос), «[о]кація» (акація), «[о]кушерка» (акушерка), «[о]птека» (аптека), в селах Берестове, Карла Маркса. (Троїцьке), Успенівка.
«Акання» характерне для бердянських говірок і закріпилося там під впливом діалектів російської мови (переважно переселенців з Воронезької губернії), а також під впливом тривалого функціонування російської мови як державної на даній території: в[а]йна — війна, х[а]дили — ходили, п[а]друга — подруга, ж[а]на — дружина, що характерно для всіх бердянських говірок.
«Ікання» зафіксовано у промові носіїв бердянських говірок найстаршого віку на початок 2010 років, де підмінює у мовленні нормативні [о] та [е] (дослідник І. Ходикіна зареєструвала випадки фонетично невмотивованого переходу [о] до [і] у закритих та відкритих складах): б[і]р[і]ть (бере), до[х]т[і]р (доктор), с[і]ло (село) та ін. На думку дослідника, «різні інтердіалектні змішування та інтердіалектні контакти серед північно-приазовських говірок (ідентично до степової говірки) зумовлюють виявлення тих фонетичних процесів, які в інших українських діалектах перебувають у стадії зародження».